# Ord (Nebraska)
Ord – miasto w Stanach Zjednoczonych, w stanie Nebraska, siedziba administracyjna hrabstwa Valley.